# Schizobasis gracilis
Schizobasis gracilis är en sparrisväxtart som beskrevs av Robert Elias Fries. Schizobasis gracilis ingår i släktet Schizobasis och familjen sparrisväxter.
Artens utbredningsområde är Zambia. Inga underarter finns listade i Catalogue of Life.